# اتحادیه باراهیت
اتحادیه باراهیت (به لاتین: Barahit Union) یک منطقهٔ مسکونی در بنگلادش است که در Ishwarganj Upazila واقع شده‌است.
 اتحادیه باراهیت  ۲۸٬۰۴۹ نفر جمعیت دارد.